# Радутный, Виктор Сергеевич
Виктор Сергеевич Радутный (28.02.1925, Николаев — 02.11.1982) — советский учёный, конструктор, испытатель жидкостных реактивных двигателей.

## Биография
Окончил Московский авиационный институт имени Серго Орджоникидзе (1949).
В 1949—1958 годах работал в ОКБ-456 (сейчас ОАО «НПО Энергомаш имени академика В. П. Глушко») в городе Химки Московской области: инженер-экспериментатор, старший инженер, ведущий инженер. В 1958—1959 годах ведущий конструктор — начальник конструкторской бригады п/я № 309 (Тушино).
С 1959 г. и до конца жизни снова работал в ОКБ-456: начальник отдела, с 1960 заместитель Главного конструктора по лётным испытаниям.
Кандидат технических наук (1967).
Участник разработки многих мощных жидкостных реактивных двигателей. Член Государственных комиссий по проведению испытаний двигателей космических аппаратов, в том числе РД-264 и РД-268.
Лауреат Ленинской премии 1964 года. Награждён орденами Ленина (1961) и «Знак Почёта» (1974).
Умер 2 ноября 1982 года. Похоронен в Москве на Кунцевском кладбище (уч. № 10).